# Gianni Bugno
Gianni Bugno (* 14. Februar 1964 in Brugg, Schweiz) ist ein ehemaliger italienischer Radrennfahrer, der in der ersten Hälfte der 1990er Jahre einer der stärksten Allrounder im Straßenradsport war. Nach Karriereende wurde er Präsident des Radprofiverbands Cyclistes Professionnels Associés.

## Karriere als Radsportler
Als Amateur konnte Bugno ein italienisches Meistertrikot gewinnen, als er 1982 bei Titelkämpfen der Junioren das Punktefahren gewann. Er gehörte dem Verein Ciclisti Monzesi an. Bugno wurde 1985 Profi. Lange Zeit stand seine Schwäche bei Abfahrten größeren Erfolgen entgegen. Nachdem eine Innenohrblockade als Ursache für Gleichgewichtsstörungen diagnostiziert wurde und mit Ultraschall behandelt wurde, verbesserte er sich bei den Abfahrten. Es heißt außerdem, er habe bei Abfahrten im Training Mozart gehört, um seine Angst zu besiegen. 1988 siegte er im Etappenrennen Giro di Calabria.
Seinen Durchbruch feierte er im Jahr 1990, als er zunächst den Frühjahrsklassiker Mailand-San Remo gewann, dann einen Sieg beim Giro d’Italia mit Führung von der ersten bis zur letzten Etappe feiern konnte und schließlich die Rad-Weltcup-Gesamtwertung holte.
1991 und 1992 gewann Bugno zweimal in Folge die Straßenrad-Weltmeisterschaft, jeweils im Sprint vor Miguel Induráin bzw. Laurent Jalabert. 1991 und 1995 siegte er in der nationalen Meisterschaft im Straßenrennen.
Sein Hauptaugenmerk legte Bugno ab 1991 aber auf die Tour de France. 1990 hatte er dort schon den 7. Platz belegt und zwei Etappen (darunter eine Bergetappe hinauf nach L’Alpe d’Huez) gewonnen. 1991 erreichte Bugno den zweiten Platz mit dreieinhalb Minuten Rückstand auf den neuen Star, den schier unschlagbaren Miguel Induráin, holte sich aber immerhin erneut den Sieg in L’Alpe d’Huez. 1992 wurde Bugno nochmal Dritter, hatte seine stärkste Phase bei Etappenrennen allerdings hinter sich.
Sein letzter großer Erfolg war sein Sieg bei der Flandern-Rundfahrt 1994. Danach übernahm Bugno trotz seiner großen Erfolge zunehmend wieder eine Rolle als Wasserträger, bis er 1998 zum Abschluss seiner Laufbahn eine letzte Etappe bei der Vuelta a España gewann.

## Doping
1994 wurde Bugno bei der Coppa Agostinho positiv auf Koffein getestet und wegen Dopings für drei Monate gesperrt. 1999 wurde er wegen des Kaufes und Besitzes von Amphetaminen zu einer sechsmonatigen Haftstrafe auf Bewährung verurteilt.

## Nach der aktiven Karriere
Nach seiner Karriere als Radsportler absolvierte Bugno eine Ausbildung als Helikopterpilot. In dieser Funktion ist er u. a. für das staatliche italienische Fernsehen RAI bei Radsportübertragungen tätig. Er wurde Ende 2009 zum Präsidenten des Radprofiverbands Cyclistes Professionnels Associés gewählt. Im Jahr 2010 kandidierte er erfolglos für die politische Linke bei einer Regionalwahl.

## Auszeichnungen
- Italiens Sportler des Jahres (La Gazzetta dello Sport): 1990, 1991